# 豊竹巴太夫
豊竹 巴太夫（とよたけ ともえたゆう）は、義太夫節の太夫。

## 初代
（明和6年（1769年） - 文政11年12月11日（1829年1月16日））
大坂の生まれ、初代豊竹麓太夫の女婿で門弟の竹本賀代太夫が巴太夫となった。1790年に初出座。1810年に堀江荒木芝居にて櫓下となった。
通称を「茶碗屋助三郎」、「太好庵」。

## 2代目
（生年不詳 - 天保6年4月24日（1835年5月21日））
紀州の生まれ、初代巴太夫の門弟。一時江戸にて4代目豊竹若太夫を襲名。（代数としては認められていない）1823年に帰坂し1829年に2代目巴太夫を襲名。1830年に稲荷文楽芝居の櫓下で活躍。

## 3代目
（生年不詳 - 万延元年（1860年）8月）
丹波笹山の生まれ、初代巴太夫の門弟。1825年に豊竹勝太夫で初出座、綾太夫、6代目竹本咲太夫を経て1842年に3代目巴太夫を襲名。
一時名古屋や江戸茅場町の薬師寺芝居で櫓下を勤めたが、1853年には大坂清水町の文楽芝居の櫓下を勤めた。
通称を「善太郎」。

## 4代目
（生年不詳 - 明治2年（1869年）7月）
2代目巴太夫の門弟。1832年に豊竹い太夫で初出座、師の死後5代目竹本政太夫や5代目豊竹若太夫に師事し1840年に2代目豊竹富太夫、1853年に6代目若太夫、1863年以降座摩や御霊の櫓下、1868年に4代目巴太夫を襲名。

## 5代目
後の初代豊竹柳適太夫。

## 6代目
（明治8年（1875年）4月7日 - 大正12年（1923年）5月21日）
父は6代目三笑亭可楽（本名、中村勘三郎）豊竹冨士太夫を経て1913年に6代目巴太夫（本名中村八十八）を襲名。
実弟は７代目鶴澤蟻鳳
墓所は豊島区西巣鴨の「善養寺 (豊島区)|善養寺」